# 애나벨 거위치

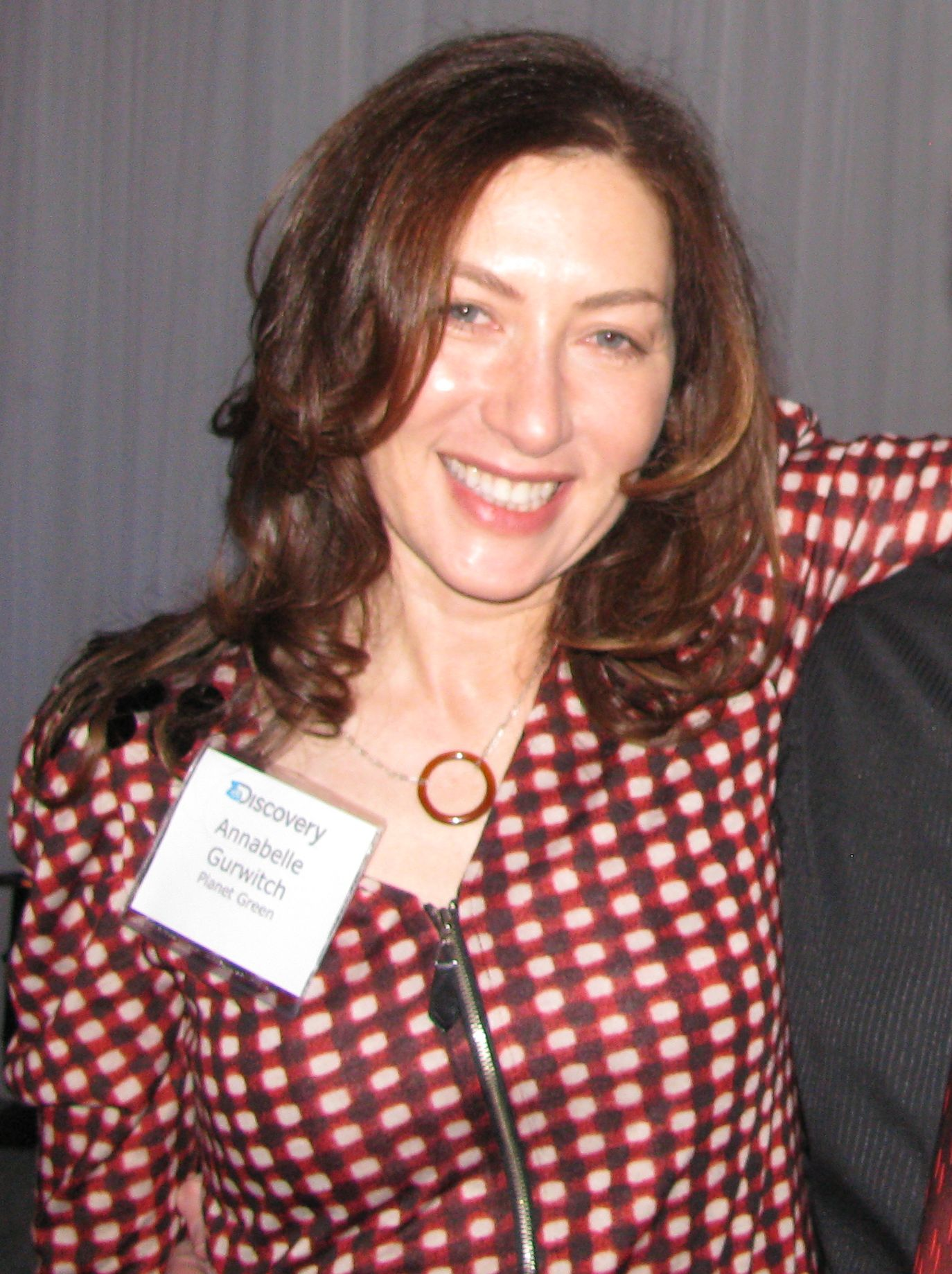

애너벨 거위치(Annabelle Gurwitch, 1961년 11월 4일 ~ )는 미국의 배우, 각본가, 영화 제작자이다.
모빌에서 태어났다.

## 영화
- 아틀라스 슈러그드: 파트 1 (2011년) - 리포터 #2 역
- 버디 스토리 (2010년)
- Fired! (2007) - 다큐멘터리
- 4번째 테너 (2002년)
- 체인징 하빗 (1997년)
- 원 나잇 스탠드 (1997년)
- 마우스 헌트 (1997년)
- 마스터마인드 (1997, Masterminds)
- 캘리포니아 여자 (1996년)
- 케이블 가이 (1996년)
- 낫 라이크 어스 (1995년) - 빅키 역
- 세가지 소망 (1995년)
- 스타 만들기 (1993년)
- 레드 슈 다이어리 3 (1993년)
- 타워 (1993년)
- 찬스 오브 라이프타임 (1991년)

## 도서
- Fired! : tales of the canned, canceled, downsized and dismissed (2006)